# Bomaanslag op de luchthaven Domodedovo op 24 januari 2011
De bomaanslag op de luchthaven Domodedovo was een vermoedelijke zelfmoordaanslag die op 24 januari 2011 plaatsvond op Domodedovo, op dat moment de grootste luchthaven van de Russische hoofdstad Moskou. Er vielen 36 doden en meer dan 180 gewonden. Ooggetuigen spraken over twee mensen die zichzelf zouden hebben opgeblazen.
De explosie deed zich voor om 16.32 uur lokale tijd (13.32 GMT) in de zone waar de bagage van de internationale vluchten kan worden afgehaald. Op dat moment waren er honderden passagiers aanwezig. De bom was geïmproviseerd, bestond hoofdzakelijk uit shrapnel en genereerde een kracht equivalent met 2 tot 7 kilogram TNT.

## Slachtoffers per land

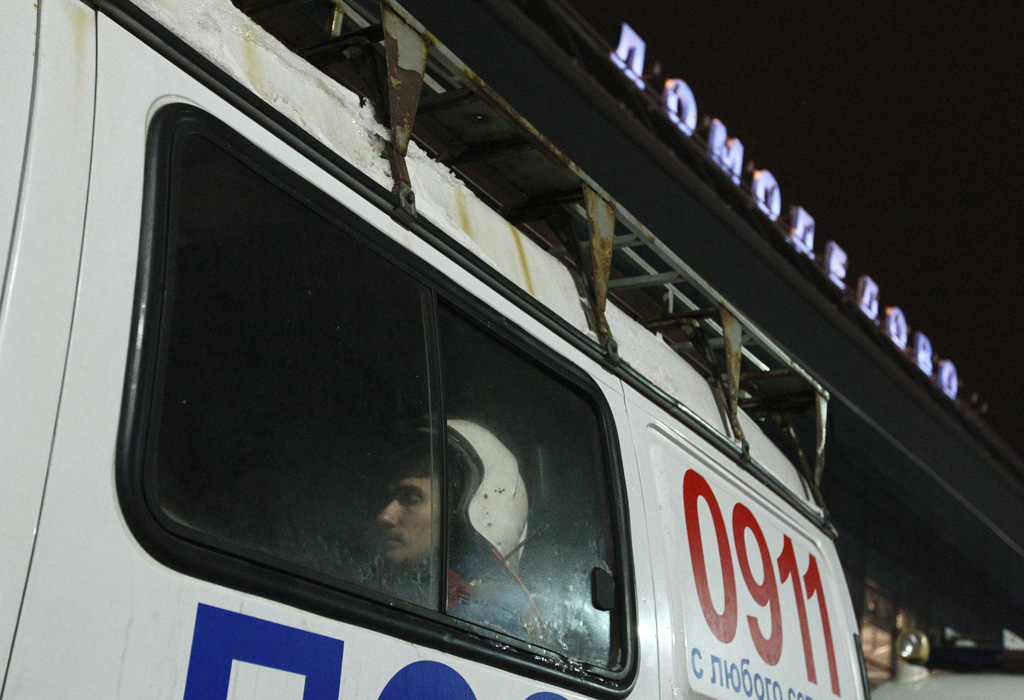
Een reddingswerker van Emercom rust uit.

| Land                | Overleden | Gewond |
| ------------------- | --------- | ------ |
| Rusland             | 15        | 58     |
| Tadzjikistan        | 1         | 4      |
| Duitsland           | 1         | 1      |
| Verenigd Koninkrijk | 1         | 1      |
| Oezbekistan         | 1         | 1      |
| Oostenrijk          | 1         |        |
| Kirgizië            | 1         |        |
| Oekraïne            | 1         |        |
| Nigeria             |           | 2      |
| Slowakije           |           | 2      |
| Frankrijk           |           | 1      |
| Italië              |           | 1      |
| Moldavië            |           | 1      |
| Servië              |           | 1      |
| Slovenië            |           | 1      |
| Onbekend            | 13        | 83     |
| Totaal              | 35        | 180    |

## Verantwoordelijkheid
Op 8 februari werd de verantwoordelijkheid voor de terroristische aanslag opgeëist door de Tsjetsjeense rebellenleider Dokoe Oemarov.